# Municipio de Montgomery (Arkansas)
El municipio de Montgomery (en inglés: Montgomery Township) es un municipio ubicado en el condado de Hot Spring en el estado estadounidense de Arkansas. En el año 2010 tenía una población de 1209 habitantes y una densidad poblacional de 15,33 personas por km².

## Geografía
El municipio de Montgomery se encuentra ubicado en las coordenadas 34°15′39″N 93°6′35″O / 34.26083, -93.10972. Según la Oficina del Censo de los Estados Unidos, el municipio tiene una superficie total de 78.87 km², de la cual 74,84 km² corresponden a tierra firme y (5,11 %) 4,03 km² es agua.

## Demografía
Según el censo de 2010, había 1209 personas residiendo en el municipio de Montgomery. La densidad de población era de 15,33 hab./km². De los 1209 habitantes, el municipio de Montgomery estaba compuesto por el 96,2 % blancos, el 0,83 % eran afroamericanos, el 0,66 % eran amerindios, el 0,66 % eran asiáticos, el 0,33 % eran de otras razas y el 1,32 % eran de una mezcla de razas. Del total de la población el 1,49 % eran hispanos o latinos de cualquier raza.